# Intel 8251

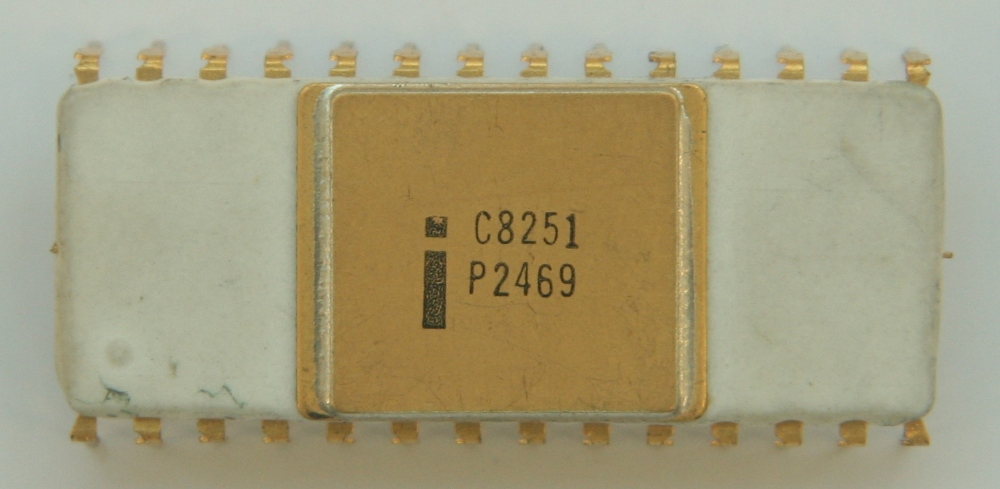
Intel C8251

A 8251 egy Intel által gyártott Univerzális szinkron-aszinkron adóvevő (USART). 28 tűs DIP tokozásban forgalmazták.
Jellemzően soros kommunikációra használják és legfeljebb 19,2 kilobit/másodperc jelátviteli sebességet biztosít.
Általában összetévesztik a sokkal elterjedtebb 8250 UART áramkörrel, amely az eredeti IBM Personal Computer soros portjaként vált ismertté.
Felépítése 5 részből áll:
1. olvasás/írás vezérlő logika
2. adó
3. vevő
4. adatsín vezérlőrendszer
5. modem vezérlés

## Változatai
| Modellszám | Hőmérséklet-tartomány | Kiadás dátuma         | Ár (USD)     |
| ---------- | --------------------- | --------------------- | ------------ |
| ID8251     | ipari                 | 1979. március/április | 25,10 dollár |
| 8251A      | kereskedelmi          | 1980 május/június.    | 6,40 dollár  |

1. ↑  100 darabos vagy annál nagyobb mennyiségben

## Felhasználása
Az Intel 8251A-t használták az Intel SDK-86 MCS-86 System Design Kit rendszertervező készletben
és a DEC LA120 nyomtatóterminálban.
Az eszközt alkalmazták még a Kenwood HAM-rádiók IC-10 RS-232 interfészében, például a TS-440S, TS-711, TS-811 jelű modellekben és másokban is.

## Fordítás
Ez a szócikk részben vagy egészben  az   Intel 8251 című angol Wikipédia-szócikk ezen változatának fordításán alapul.  Az eredeti cikk szerkesztőit annak laptörténete sorolja fel. Ez a jelzés csupán a megfogalmazás eredetét és a szerzői jogokat jelzi, nem szolgál a cikkben szereplő információk forrásmegjelöléseként.